# Aridefferia pinali
Aridefferia pinali là một loài ruồi trong họ Asilidae. Aridefferia pinali được Wilcox miêu tả năm 1966.